# Faè (Oderzo)
Faè è una frazione del comune di Oderzo, di circa 900 abitanti.

## Toponomastica
Il toponimo deriva dal latino faetum, ovvero "faggeto". In epoca romana e medievale, infatti, la zona si caratterizzava per la presenza di boschi.
La prima citazione scritta è in un documento del 1314 dove, tra le regole della pieve di Oderzo, è citata anche Faedo.

## Storia e cultura
In epoca romana, in località Tre Piere, passava la congiunzione di tre strade romane, tra cui la Postumia, importante arteria edificata nel 148 a.C. che partiva da Genova per giungere ad Aquileia dopo aver attraversato tutta la Pianura Padana
La prima citazione del paese risale al 1314 quando tra le regole della pieve di Oderzo è citata anche l'antica Faedo; Faè viene eretta a parrocchia il 26 settembre 1612 dal vescovo di Ceneda Leonardo Mocenigo.

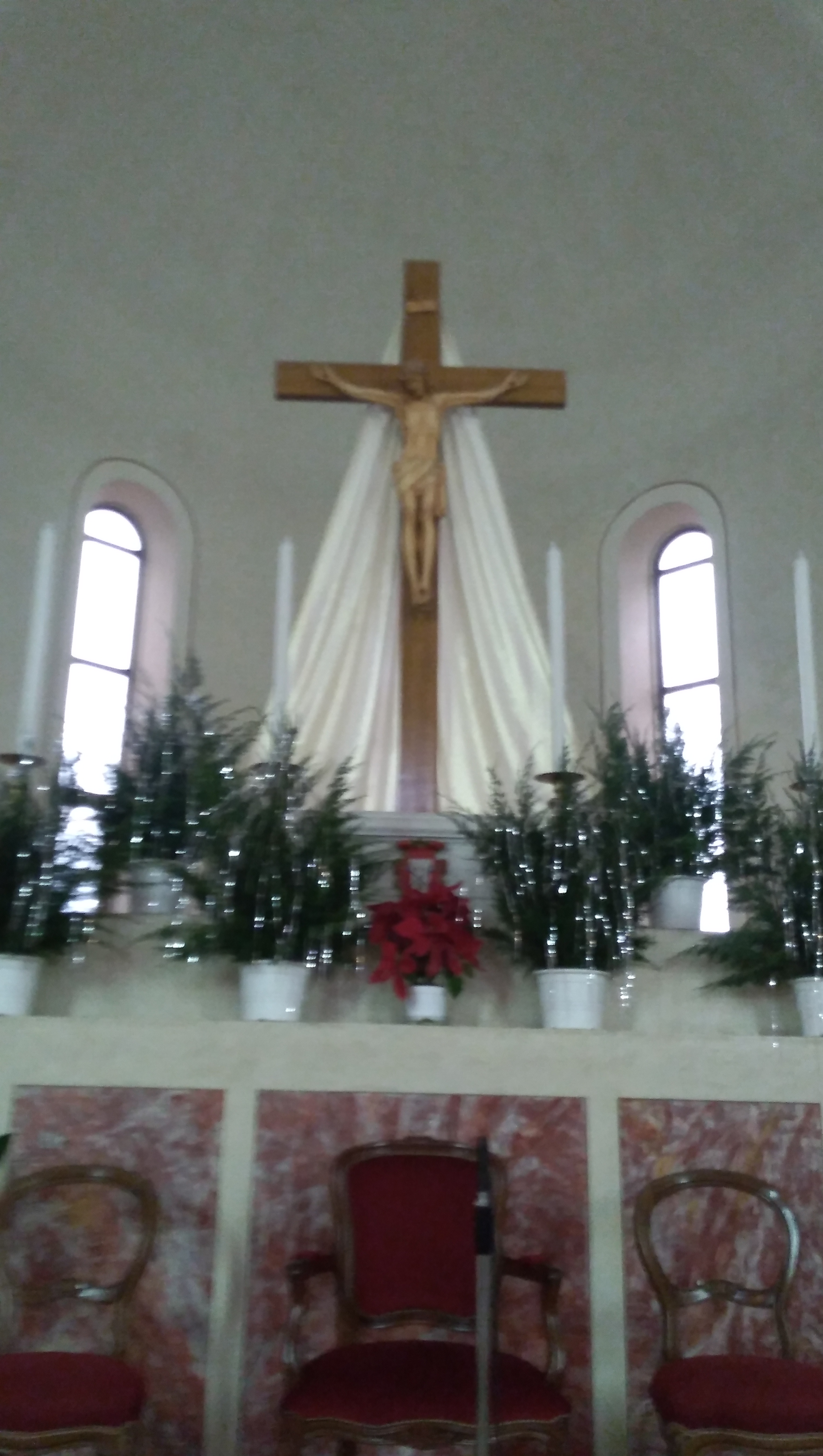
Crocifisso dell'altare maggiore della chiesa parrocchiale

La chiesa parrocchiale, risalente al 1954, sostituisce nelle funzioni religiose un edificio preesistente e adiacente; all'interno della nuova è conservato un tabernacolo in marmo di Carrara del XVIII secolo, opera del maestro veneziano Paolo Rusteghello.
Da notare per la sua rilevanza artistica è il basamento del crocifisso della nuova chiesa, posto dietro l'altar maggiore (FIG1), il quale è risalente al 1500 ed era l'antico basamento dell'altare di sant'Antonio della vecchia chiesa.
L'antica chiesa è ormai compromessa a livello artistico, gli affreschi e le decorazioni che vi erano all'interno, sono state coperte e rovinate. 
La chiesa è adoperata per feste paesane.
Il campanile, più antico, è crollato l'11 gennaio 1977 per le conseguenze del terremoto in Friuli del 6 maggio 1976, e non più ricostruito per mancanza di fondi. In sostituzione ora c’è un altoparlante sul tetto della chiesa che simula le campane.

## Feste popolari
La sagra paesana si tiene intorno al 3 luglio, in prossimità della festa del patrono, san Tommaso apostolo.
Questo è il sito ufficiale della Sagra San Tomaso di Faè: https://parrocchiadifae.wixsite.com/sagrasantomaso
Ad agosto, il primo weekend del mese, si svolge un'altra sagra detta "del Ponte", in onore della ricostruzione del nuovo Ponte stradale che attraversa il canale Bidoggia.

## Bibliografia

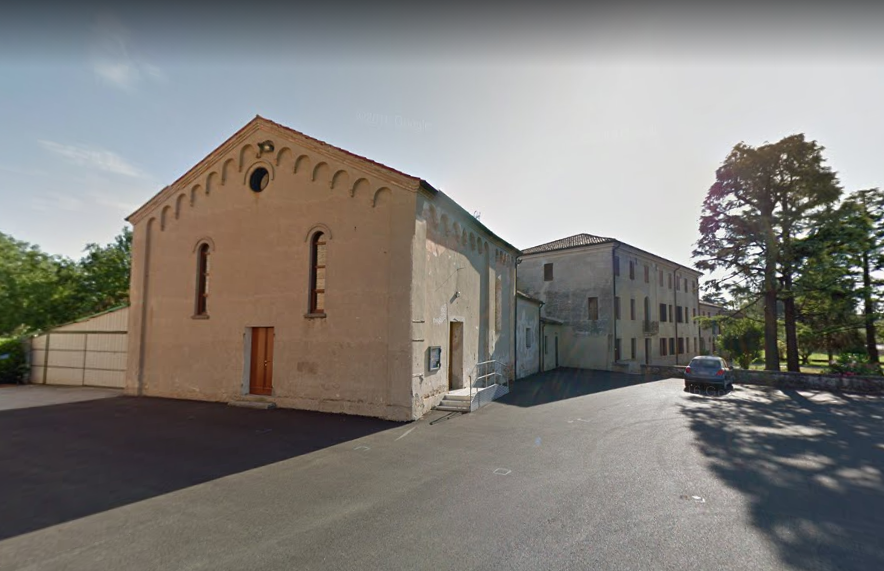